# Jerzy Łoś
Jerzy Łoś (kiejtése: [ˈjɛʐɨ ˈwɔɕ]) (Lviv, 1920. március 22. – Varsó, 1998. június 1.) lengyel matematikus, logikus, közgazdász és filozófus. Kutatási területei közé tartozott a matematikai logika, a modellelmélet, az univerzális algebra és az Abel-csoportok elmélete.

## Élete
Jerzy Łoś 1920. március 22-én született a kelet-lengyelországi Lwówban (ma Lviv, Nyugat-Ukrajnában). Apja, Zygmunt Łoś, jogász volt, anyja, Zofia Augusta Rostworowska, pedig földbirtokos. A házaspárnak két gyermeke született, Jerzy és Władysław. Zygmunt Łoś 1936 decemberében egy repülőbalesetben életét vesztette.
Jerzy a következő évben Lwówban megkezdte az egyetemi tanulmányait. Orvosi tárgyakat, kémiát és filozófiát tanult, de a háború kitörtével félbe kellett hagynia a tanulást. Władysław Franciaországba menekült, Jerzy pedig egy ideig anyjával együtt lakott, és idővel egy lublini cukorgyárban helyezkedett el. A jaltai konferencián hozott döntések értelmében Lengyelország keleti része (a Łoś család birtokával együtt) a Szovjetunióhoz került, de Lublin lengyel kézen maradt.
1945-ben Łoś feleségül vette Maria Duxot, akitől idővel két gyermeke született: Zygmunt és Władysław. Beiratkozott a lublini Maria Skłodowska-Curie egyetemre, ahol matematikát és filozófiát tanult. 1947-ben végzett, majd Wrocławban kapott állást az ottani egyetemen. Itt egy rendkívül termékeny matematikuscsoport tagja lett. Łoś matematikai logikai kutatásokat végzett, és 1949-ben doktori fokozatot szerzett. Disszertációját a logikai mátrixokról írta. Ebben az évben tagja lett a Lengyel Tudományos Akadémia Matematikai Intézete valós függvényekkel foglalkozó kutatócsoportjának. Az intézettel való kapcsolata ezután egész karrierjét végigkísérte.
Az 1950-es években érdeklődése az algebra felé fordult. 1952-ben a toruńi egyetemen helyezkedett el, ahol algebrai kutatócsoportot szervezett. Ebben az évben a Matematikai Intézet algebrai osztályának vezetésével is megbízták. 1955-ben akadémiai doktori fokozatot szerzett.